# Yukiko Okada
Yukiko Okada (岡田 有希子, Okada Yukiko, surnommée « Yukko »), de son vrai nom Kayo Satō (佐藤 佳代, Satou Kayo ou Sato Kayo), est une populaire chanteuse idol japonaise des années 1980, née le 22 août 1967 à Ichinomiya, dans la préfecture d'Aichi au Japon, et morte par suicide le 8 avril 1986 à Tokyo.

## Biographie
Yukiko Okada remporte à 15 ans en 1983 le populaire concours télévisé de découverte de jeunes talents Star Tanjō! (en) de la chaine Nippon Television. Elle débute dans l'agence Sun Music en avril 1984 avec un premier disque, sur le label Canyon Records.
Elle apparait ensuite dans des publicités, anime des émissions radios, et joue dans des drama télévisés, interprétant notamment le rôle de l'héroïne de la série Kinjirareta Mariko. Les stars de la musique Seiko Matsuda et Ryuichi Sakamoto lui écrivent la chanson de son huitième single Kuchibiru Network, qui se classe N°1 à l'oricon en février 1986. Son quatrième album qui sort le mois suivant sera le dernier disque de son vivant.
En effet, en plein succès, deux semaines après la sortie de ce dernier disque, elle meurt à 18 ans le 8 avril 1986 en sautant du haut de l'immeuble de sept étages de son agence (le Sun Music Building) dans le quartier de Yotsuya à Tokyo ; elle est découverte à terre par le gardien de l'immeuble vers 10 heures du matin,. Deux heures plus tôt, elle avait déjà été trouvée recroquevillée dans une armoire dans son appartement rempli de gaz, en pleurs et les poignets tailladés,. Les raisons de son suicide restent officiellement inconnues, mais il fut probablement inspiré par celui étrangement similaire dix jours auparavant d'une autre idol du même âge, Yasuko Endō. Sa santé mentale aurait commencé à décliner en début d'année, menant à cette dépression.
Le suicide d'Okada, très médiatisé, provoque lui-même une vague de suicides par imitation dans l'archipel, phénomène désormais appelé en anglais Yukko Syndrome (Effet Werther en Europe), entrainant depuis une auto-censure des médias japonais sur les cas de suicides,.
En raison de ces événements, la sortie toute prête de son single Hana no Image, prévue pour le mois suivant, est annulée, et aucun autre nouveau disque ou compilation de Okada ne sera publié, jusqu'à la sortie du coffret Memorial Box en 1999 ; celui-ci comprend entre autres un exemplaire du single Hana no Image, finalement publié sous cette forme après 13 ans d'attente. En 2002 sort à titre posthume son neuvième single officiel, une nouvelle version de la chanson Believe In You qui n'avait figuré qu'en « titre inédit » sur son premier album compilation Okurimono de 1984.
Yukiko Okada est actuellement enterrée dans le cimetière de Saya (ville fusionnée le 1er avril 2005 avec la ville de Saori, les villages de Hachikai et Tatsuta ; la nouvelle ville a pris le nom de Aisai), dans la préfecture de Aichi, sur l'île de Honshū.

## Discographie

### Albums
Originaux
1. 5 septembre 1984 : Cinderella (シンデレラ?)
2. 21 mars 1985 : Fairy (FAIRY?)
3. 18 septembre 1985 : Jūgatsu no Ningyo (十月の人魚?)
4. 21 mars 1986 : Venus Tanjō (ヴィーナス誕生?)

Compilations
1. 28 novembre 1984 :  Okurimono (贈りもの?)
2. 5 décembre 1985 : Okurimono II (贈りものII?)
3. 15 mai 2002 : All Songs Request (ALL SONGS REQUEST?)
4. 21 novembre 2012 : The Premium Best Okada Yukiko (ザ・プレミアムベスト 岡田有希子?)
5. 30 juillet 2014 : Golden☆Idol Okada Yukiko (ゴールデン☆アイドル 岡田有希子?)

Coffrets
1. 17 mars 1999 : Memorial Box (メモリアルBOX?)
2. 18 décembre 2002 : 84-86 Bokura no Best SP Okada Yukiko CD/DVD-Box [Okurimono III] (84-86 ぼくらのベスト SP　岡田有希子 CD/DVD-BOX 「贈りものIII」?)

### Singles
1. 21 avril 1984 : First Date (ファースト・デイト?)
2. 18 juillet 1984 : Little Princess (リトル プリンセス?)
3. 21 septembre 1984 : Dreaming Girl: Koi, Hajimemashite (-Dreaming Girl- 恋、はじめまして?)
4. 16 janvier 1985 : Futari Dake no Ceremony (二人だけのセレモニー?)
5. 17 avril 1985 : Summer Beach
6. 17 juillet 1985 : Kanashii Yokan (哀しい予感?)
7. 5 octobre 1985 : Love Fair
8. 29 janvier 1986 : Kuchibiru Network (くちびるNetwork?)
9. 14 mai 1986 : Hana no Image (花のイマージュ?) (sortie annulée)
10. 4 décembre 2002 : Believe in You (2003 Strings Version)

## Filmographie
Série télévisée
- 1985 à 1986 : Kinjirareta Mariko (dans le rôle de Mariko Sugiura)

Documentaire
- 2 août 1985 : Memories in Swiss (voyage de Yukiko Okada en Suisse en 1985) - DVD